# Oh Jae-suk
Đây là một tên người Triều Tiên, họ là Oh.
Oh Jae-suk (tiếng Hàn Quốc: 오재석; phát âm tiếng Hàn Quốc: [o.dʑɛ̝.sʌk̚] or [o] [tɕɛ̝.sʌk̚]; sinh ngày 4 tháng 1 năm 1990) là một cầu thủ bóng đá người Hàn Quốc hiện tại thi đấu ở vị trí hậu vệ cho Gamba Osaka ở J. League Division 1.

## Sự nghiệp quốc tế
Oh được triệu tập vào đội tuyển Hàn Quốc bởi Uli Stielike để thi đấu vòng loại Giải vô địch bóng đá thế giới 2018 trước Liban vào tháng 3 năm 2016, nhưng phải bỏ cuộc vì chấn thương và được thay thế bởi Kim Chang-soo.

## Thống kê sự nghiệp câu lạc bộ
Tính đến 11 tháng 6 năm 2018
| Thành tích câu lạc bộ | Thành tích câu lạc bộ   | Thành tích câu lạc bộ | Giải vô địch | Giải vô địch | Cúp                   | Cúp                   | Cúp Liên đoàn | Cúp Liên đoàn | Châu lục | Châu lục  | Khác1    | Khác1     | Tổng cộng | Tổng cộng |
| Mùa giải              | Câu lạc bộ              | Giải vô địch          | Số trận      | Bàn thắng    | Số trận               | Bàn thắng             | Số trận       | Bàn thắng     | Số trận  | Bàn thắng | Số trận  | Bàn thắng | Số trận   | Bàn thắng |
| Hàn Quốc              | Hàn Quốc                | Hàn Quốc              | Giải vô địch | Giải vô địch | Cúp KFA               | Cúp KFA               | Cúp Liên đoàn | Cúp Liên đoàn | Châu Á   | Châu Á    | Siêu cúp | Siêu cúp  | Tổng cộng | Tổng cộng |
| --------------------- | ----------------------- | --------------------- | ------------ | ------------ | --------------------- | --------------------- | ------------- | ------------- | -------- | --------- | -------- | --------- | --------- | --------- |
| 2010                  | Suwon Samsung Bluewings | K League 1            | 5            | 0            | 3                     | 0                     | 2             | 0             | 2        | 0         | -        | -         | 12        | 0         |
| 2011                  | Gangwon FC (mượn)       | K League 1            | 22           | 1            | 3                     | 0                     | 2             | 0             | -        | -         | -        | -         | 27        | 1         |
| 2012                  | Gangwon FC              | K League 1            | 31           | 2            | 0                     | 0                     | 0             | 0             | 0        | 0         | -        | -         | 31        | 2         |
| Nhật Bản              | Nhật Bản                | Nhật Bản              | Giải vô địch | Giải vô địch | Cúp Hoàng đế Nhật Bản | Cúp Hoàng đế Nhật Bản | Cúp Liên đoàn | Cúp Liên đoàn | Châu Á   | Châu Á    |          |           | Tổng cộng | Tổng cộng |
| 2013                  | Gamba Osaka             | J2 League             | 5            | 0            | 0                     | 0                     | -             | -             | -        | -         | -        | -         | 5         | 0         |
| 2014                  | Gamba Osaka             | J1 League             | 24           | 0            | 3                     | 0                     | 10            | 0             | -        | -         | -        | -         | 37        | 0         |
| 2015                  | Gamba Osaka             | J1 League             | 10           | 0            | 1                     | 0                     | 3             | 0             | 4        | 0         | 4        | 0         | 22        | 0         |
| 2016                  | Gamba Osaka             | J1 League             | 18           | 0            | 2                     | 0                     | 0             | 0             | 4        | 0         | 1        | 0         | 25        | 0         |
| 2017                  | Gamba Osaka             | J1 League             | 29           | 0            | 1                     | 0                     | 2             | 0             | 7        | 0         | -        | -         | 39        | 0         |
| 2018                  | Gamba Osaka             | J1 League             | 11           | 0            | 1                     | 0                     | 6             | 0             | -        | -         | -        | -         | 18        | 0         |
| Tổng cộng             | Tổng cộng               | Tổng cộng             | 97           | 0            | 8                     | 0                     | 21            | 0             | 15       | 0         | 5        | 0         | 146       | 0         |
| Tổng cộng sự nghiệp   | Tổng cộng sự nghiệp     | Tổng cộng sự nghiệp   | 155          | 3            | 14                    | 0                     | 25            | 0             | 17       | 0         | 5        | 0         | 216       | 3         |

 1 Bao gồm J. League Championship, Siêu cúp Nhật Bản và Giải bóng đá vô địch Suruga Bank appearances.
Thành tích đội dự bị
| Thành tích câu lạc bộ | Thành tích câu lạc bộ | Thành tích câu lạc bộ | Giải vô địch | Giải vô địch | Tổng cộng | Tổng cộng |
| Mùa giải              | Câu lạc bộ            | Giải vô địch          | Số trận      | Bàn thắng    | Số trận   | Bàn thắng |
| Nhật Bản              | Nhật Bản              | Nhật Bản              | Giải vô địch | Giải vô địch | Tổng cộng | Tổng cộng |
| --------------------- | --------------------- | --------------------- | ------------ | ------------ | --------- | --------- |
| 2016                  | U-23 Gamba Osaka      | J3                    | 2            | 0            | 2         | 0         |
| Tổng cộng sự nghiệp   | Tổng cộng sự nghiệp   | Tổng cộng sự nghiệp   | 2            | 0            | 2         | 0         |

## Danh hiệu
Gamba Osaka 
- J. League Division 1 - 2014
- J. League Division 2 - 2013
- Cúp Hoàng đế Nhật Bản - 2014, 2015
- J. League Cup - 2014
- Siêu cúp Nhật Bản - 2015